# Papil·ledema
El papil·ledema o edema de papil·la és la inflamació de la papil·la òptica que és causada per l'increment de la pressió intracranial. La inflamació és generalment bilateral, però pot ser unilateral, que és extremadament rara i pot ocórrer en un període d'hores o setmanes.
El papil·ledema per hipertensió intracranial pot passar en un sol ull o pot ser més greu en un ull que en l'altre o no passar en absolut malgrat l'evidència d'hipertensió intracranial. Quan es presenta un edema de papil·la, en ser un estat patològic, requereix una recerca per evitar la pèrdua de la visió. El papil·ledema sovint pot ser un signe de la dita història d'hipertensió intracranial. Quan hi ha edema de papil·la en un ull també s'ha d'assegurar que no hi ha cap problema local en l'òrbita (cavitat de l'ull) que està causant l'edema de papil·la unilateral. Per exemple, un tumor del nervi òptic darrere del globus ocular també pot causar inflor o bloqueig de la circulació a la conca de l'ull. És important comptar amb estudis d'ecografia i ressonància magnètica per estar segur.

## Signes i símptomes
Edema de papil·la pot ser asimptomàtic en les primeres etapes. No obstant això, pot progressar a l'ampliació de la taca cega, visió borrosa, enfosquiment visual (incapacitat de veure en una part particular del camp visual per un període) i en última instància, la pèrdua total de visió.
Els signes d'edema de papil·la que s'observen amb un oftalmoscopi inclouen
- congestió venosa (en general els primers símptomes)
- pèrdua de la pulsació venosa
- hemorràgies sobre i/o adjacents a la papil·la
- difuminació dels marges de la papil·la
- elevació de papil·la
- línies de Paton = línies radials de la retina en cascada des del disc òptic
- cefalàlgia

En l'examen del camp visual, l'oftalmòleg pot detectar una ampliació del punt cec, l'agudesa visual poden romandre relativament intactes fins que el papil·ledema és greu o prolongat.

## Diagnòstic
Cal una comprovació de l'ulls per signes de papil·ledema sempre que hi hagi una sospita clínica d'hipertensió intracranial, i es recomana en l'estudi de cefalees de nou inici. Això es pot fer mitjançant l'examen oftalmoscopi o llum de fenedura.

## Causes
- Hipertensió intracranial, per exemple:
  - tumor cerebral
  - hipertensió intracranial idiopàtica, que pot ser induïda per:
    - isotretinoïna (Roacutan®), que és un derivat de gran abast de la vitamina A, poques vegades causa edema de papil·la
    - hipervitaminosi A, en algunes persones que prenen dosis massives de suplements nutricionals i vitamines.

  - trombosi del si venós cerebral
  - hemorràgia intracerebral
  - encefalopatia hipertensiva
  - meningitis important
  - hidrocefàlia, per exemple deguda a:
    - malformació d'Arnold-Chiari

  - síndrome de Guillain-Barré, a causa de nivells elevats de proteïnes al líquid cefalorraquidi.
  - edema cerebral d'altitud (la forma més greu del mal agut de muntanya)
- Tumor:
  - lòbul frontal, que pot ocasionar la Síndrome de Foster Kennedy (FKS)
  - retrobulbar (darrere el globus ocular).

## Fisiopatologia
Com la beina del nervi òptic es continua amb l'espai subaracnoidal del cervell (i és considerat com una extensió del sistema nerviós central), l'augment de la pressió es transmet a través del nervi òptic. El cervell en si és relativament fora de perill de les conseqüències patològiques d'alta pressió. No obstant això, l'extrem anterior del nervi òptic es deté bruscament a l'ull. D'aquí la pressió és asimètrica i això causa un pessic i la protrusió del nervi òptic al seu extrem distal. Les fibres de les cèl·lules ganglionars de la retina del disc òptic s'inflen i sobresurten cap endavant. La inflor o edema de papil·la persistent i extensa del nervi òptic, pot conduir a la pèrdua d'aquestes fibres i la pèrdua de visió de l'ull/s.

## Tractament
El tractament depèn en gran manera la causa subjacent. Per exemple, l'augment de la pressió intracranial pot millorar amb glucocorticoides, acetazolamida o derivació quirúrgica.